# Campagne géorgienne contre les Eldiguzides
 (mai 2024).
La campagne géorgienne contre les Eldiguzides est une campagne militaire menée par l'Amirspasalar (commandant en chef de l'armée) du royaume de Géorgie, Zakare II Zakarian, pour la reine Tamar de Géorgie, de 1209 à 1211.

## Évènements
La campagne est une réponse au pillage de la capitale arménienne d'Ani en 1209 par le dirigeant d'Ardabil, vassal de l'Eldiguzid Atabeg Nusrat al-Din Abu Bakr. Ani est restée sans protection, car la cour géorgienne passait Pâques au palais de Geguti. Ani est entièrement pillée et une population de 12 000 habitants aurait été massacrée en ce dimanche de 1209,.
En représailles, Zakare attaque Ardabil pendant le Ramadan,. En 2010, Zakare lance une vaste campagne contre la Perse, dépassant Nakhitchevan et pillant les villes de Djoulfa, Marand, Tabriz, Meyaneh, Zanjan, Qazvin et jusqu'à Gorgan. Au total, c'est un voyage d'environ 3 000 kilomètres, avant de retourner à la capitale géorgienne, Tbilissi,.